# Uuri
Uuri es una localidad del municipio de Kuusalu en el condado de Harju, Estonia, con una población al principio del año 2019 de 176 habitantes. 
Se encuentra ubicada al este del condado, cerca de la costa del mar Báltico, de la frontera con el condado de Lääne-Viru y del parque nacional de Lahemaa.